# Homaspis areolata
Homaspis areolata là một loài tò vò trong họ Ichneumonidae.